# Oxford (Nebraska)
Oxford és una població dels Estats Units a l'estat de Nebraska. Segons el cens del 2000 tenia 876 habitants.

## Demografia
Segons el cens del 2000, Oxford tenia 876 habitants, 379 habitatges, i 241 famílies. La densitat de població era de 371,7 habitants per km².
Dels 379 habitatges en un 27,2% hi vivien nens de menys de 18 anys, en un 52,2% hi vivien parelles casades, en un 9,5% dones solteres, i en un 36,4% no eren unitats familiars. En el 33,5% dels habitatges hi vivien persones soles el 16,1% de les quals corresponia a persones de 65 anys o més que vivien soles. El nombre mitjà de persones vivint en cada habitatge era de 2,22 i el nombre mitjà de persones que vivien en cada família era de 2,81.
Per edats la població es repartia de la següent manera: un 22,7% tenia menys de 18 anys, un 5% entre 18 i 24, un 25,2% entre 25 i 44, un 24,8% de 45 a 60 i un 22,3% 65 anys o més.
L'edat mediana era de 44 anys. Per cada 100 dones de 18 o més anys hi havia 90,7 homes.
La renda mediana per habitatge era de 33.490 $ i la renda mediana per família de 40.875 $. Els homes tenien una renda mediana de 29.063 $ mentre que les dones 20.625 $. La renda per capita de la població era de 18.129 $. Aproximadament el 2,7% de les famílies estaven per davall del llindar de pobresa.

## Poblacions més properes
El següent diagrama mostra les poblacions més properes.